# Yūzū nembutsu
Yuzu Nembutsu (融通念仏宗 Yūzū-nenbutsu-shū) – japońska szkoła buddyzmu Czystej Krainy, która koncentruje się na recytacji Nembutsu (lub Nianfo), imienia Buddy Amitabhy.
Praktykujący uważają, że ta recytacja nie przynosi korzyści tylko recytującemu, ale także całemu światu.
Tradycję tą rozpoczął w XII w. mnich tradycji Tendai nazwiskiem Ryōnin (良忍, 1072–1132).
Specyfika tej szkoły Czystej Krainy leży w nacisku na współzależność wszystkich zjawisk. Recytacja Nembutsu nie była tylko indywidualną drogą do wyzwolenia w Czystej Krainie. Praktykujący recytując przynosi korzyści wszystkim innym ludziom, a recytowanie innych wspiera pojedynczego praktykującego.